# پشیمانی از تو
پشیمانی از تو (انگلیسی: Regretting You) یک فیلم عاشقانه درام آمریکایی محصول سال ۲۰۲۵ به کارگردانی جاش بون با فیلمنامه‌ای از سوزان مک‌مارتین که بر اساس رمانی به همین نام اثر کالین هوور در سال ۲۰۱۹ ساخته شده است. الیسون ویلیامز، مکینا گریس، دیو فرانکو، میسون تیمز، ویلا فیتزجرالد و اسکات ایستوود در این فیلم به ایفای نقش پرداخته‌اند.
این فیلم قرار است در ۲۴ اکتبر ۲۰۲۵ توسط پارامونت پیکچرز در ایالات متحده به نمایش درآید.

## داستان
تمرکز بر روابط تیره بین مادر جوان مورگان گرانت و دختر نوجوانش کلارا است که با مرگ غم‌انگیز کریس شوهر مورگان تشدید شده است و آنها را مجبور می‌کند تا چالش‌های زندگی را با هم پشت سر بگذارند.

## ساخت
فیلمبرداری در مارس ۲۰۲۵، در آتلانتا آغاز شد.